# Amalarich
Amalarich (esp. Amalarico) (502–531 Barcelona) byl vizigótský král. Jeho otec Alarich II. v roce 507 padl v bitvě s Franky.
Amalarich, právoplatný dědic trůnu, byl ještě dítě a tak vlády nad Vizigótskou říší se ujal neprávoplatný dědic trůnu jeho bratr Gesalich. Vizigóti nepoužívali systém primogenitury, který by umožnil Gesalichovi legitimně vládnout. V roce 511 přesto nezletilý Amalarich na trůn neformálně dosedl s pomocí ostrogótského krále Theodoricha Velikého, který se stal jeho regentem. Za právoplatného krále byl prohlášen v roce 522, plnou moc však převzal až po Theodorichově smrti v roce 526. Za manželku si vzal Chlodvíkovu dceru Clotildu, která byla katolického vyznání. Tím nastaly spory, protože Amalarich byl vyznání ariánského. Amalarich ji nutil, aby opustila svou římskokatolickou víru a přešla k ariánskému křesťanství. Dopouštěl se na ní krvavého násilí a tak Clotilda poslala svému bratrovi Childebertovi, který byl krále v Paříži, svůj ručník obarveny vlastní krví.
Childebert poslal své sestře na pomoc svou armádu, která Vizigóty porazila nedaleko Narbonne. Amalarich uprchl na jih do Barcelony, kde byl podle Isidora ze Sevilly zavražděn jeho vlastními muži. Podle britského historika Petera Heathera byl do vraždy Amalaricha zapleten Theodorichův bývalý guvernér Theudes, který věděl, že Amalarich nemá svého mužského potomka a případnou vraždou vymře gótský rod Balthů, proto také po jeho smrti obsadil královský trůn a ujal se vlády nad Vizigótskou říší. Pokud jde o Clotildu, pak Řehoř z Tours uvádí, že zemřela na cestě domů, do Paříže, „nějakou špatnou náhodou“. Childebert její tělo přivezl do Paříže, kde bylo pohřbeno po boku jejího otce Chlodvíka I. v klášteře Sainte-Geneviève.